# 朝いちフレッシュ情報

## 概要
1992年の10月1日AAB秋田朝日放送が開局して土曜朝に放送していた秋田の民放テレビ初の朝の情報番組であった。
なおサービス放送期間中の9月26日のみ9:45-10:15に放送された。
しかし、1996年4月よりABS秋田放送にてズームインサタデー開始により視聴率に苦戦し4年の放送に幕を閉じる。

## オープニング
シンセサイザーの演奏によるテーマ曲とともにお天気カメラの映像に太陽のようなキャラクターなどが下から出てきて朝いちフレッシュ情報のロゴが表示される。
マリンバを演奏しながら行った番宣もあった。

## 司会者
- 目黒一則（マリンバ奏者、当時秋田朝日放送記者、開始 - 終了）
- 坂野昌子（当時秋田朝日放送アナウンサー、開始 - 1993年3月）
- 原田千秋紀（当時秋田朝日放送アナウンサー、1993年4月 -1995年3月）
- 館山えり奈（当時秋田朝日放送アナウンサー、1995年4月 - 終了）

## 出演者
- 高橋みちよ
- 大島貴志子

ほか

## 主なコーナー
- Weeklyフラッシュ
- 中継コーナー　ほか